# Quartier de reconquête républicaine

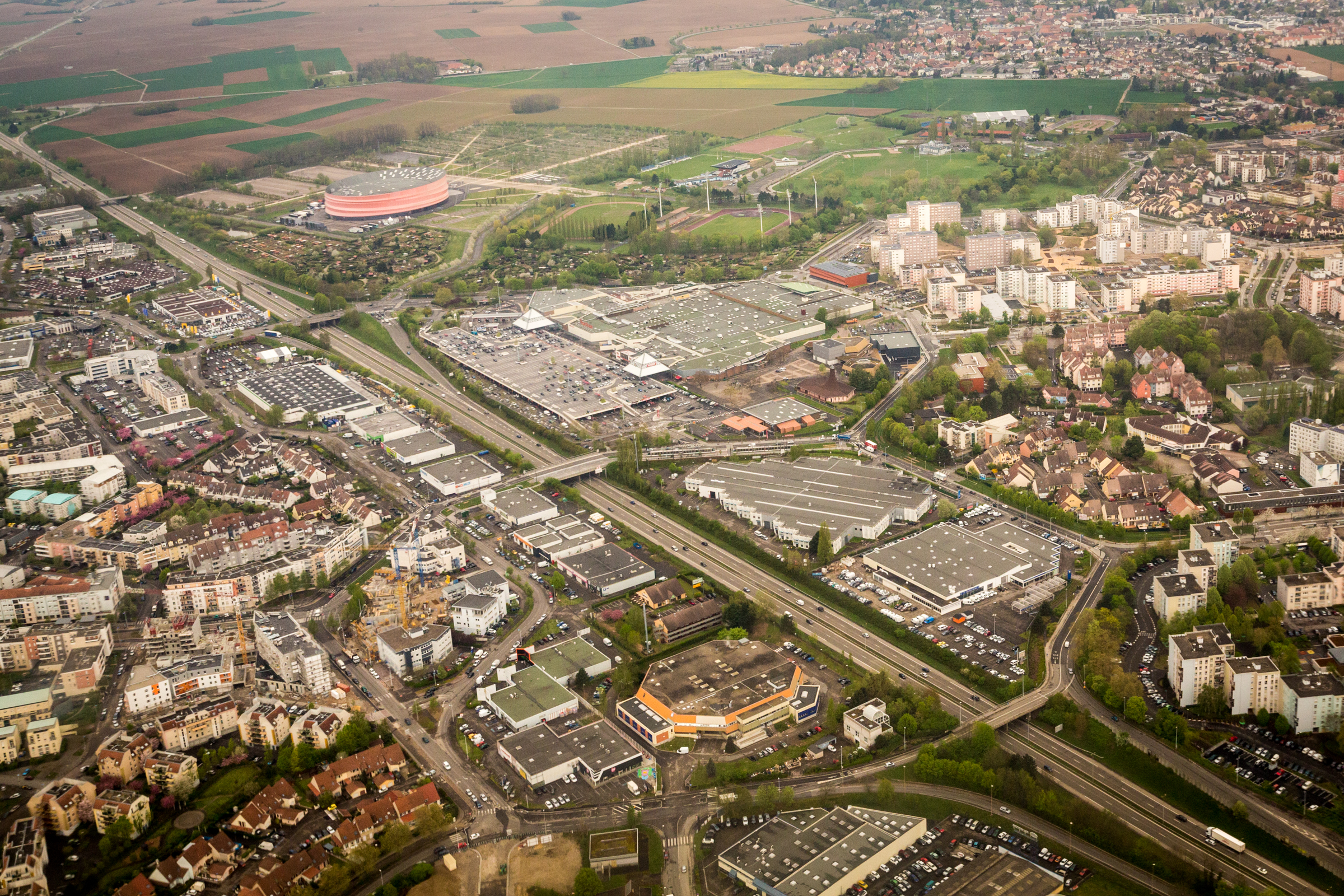
Hautepierre, Strasbourg.

Le quartier de reconquête républicaine (QRR) est un dispositif de la police de sécurité du quotidien. Il a pour but de lutter contre la délinquance et les trafics en déployant progressivement des moyens de police supplémentaires dans des lieux ciblés.
Ce dispositif, annoncé en février 2018 par le ministre de l’Intérieur Gérard Collomb, entre en vigueur à la rentrée 2018 dans quinze quartiers, puis se poursuit jusqu’à la fin 2020 dans quarante-cinq autres quartiers sélectionnés.

## Caractéristiques
Les quartiers de reconquête républicaine découlent de la mise en place de la police de sécurité du quotidien. Ils doivent permettre un renforcement de la présence policière sur le terrain mais aussi des unités chargées de l’action judiciaire de proximité.
Ainsi, chaque nouveau QRR bénéficie d’un renfort de quinze à trente agents, composés de jeunes policiers sortis d’école mais également de fonctionnaires expérimentés. Au total, le ministre de l’Intérieur a annoncé le déploiement de 1 300 policiers supplémentaires à terme.

## Objectifs

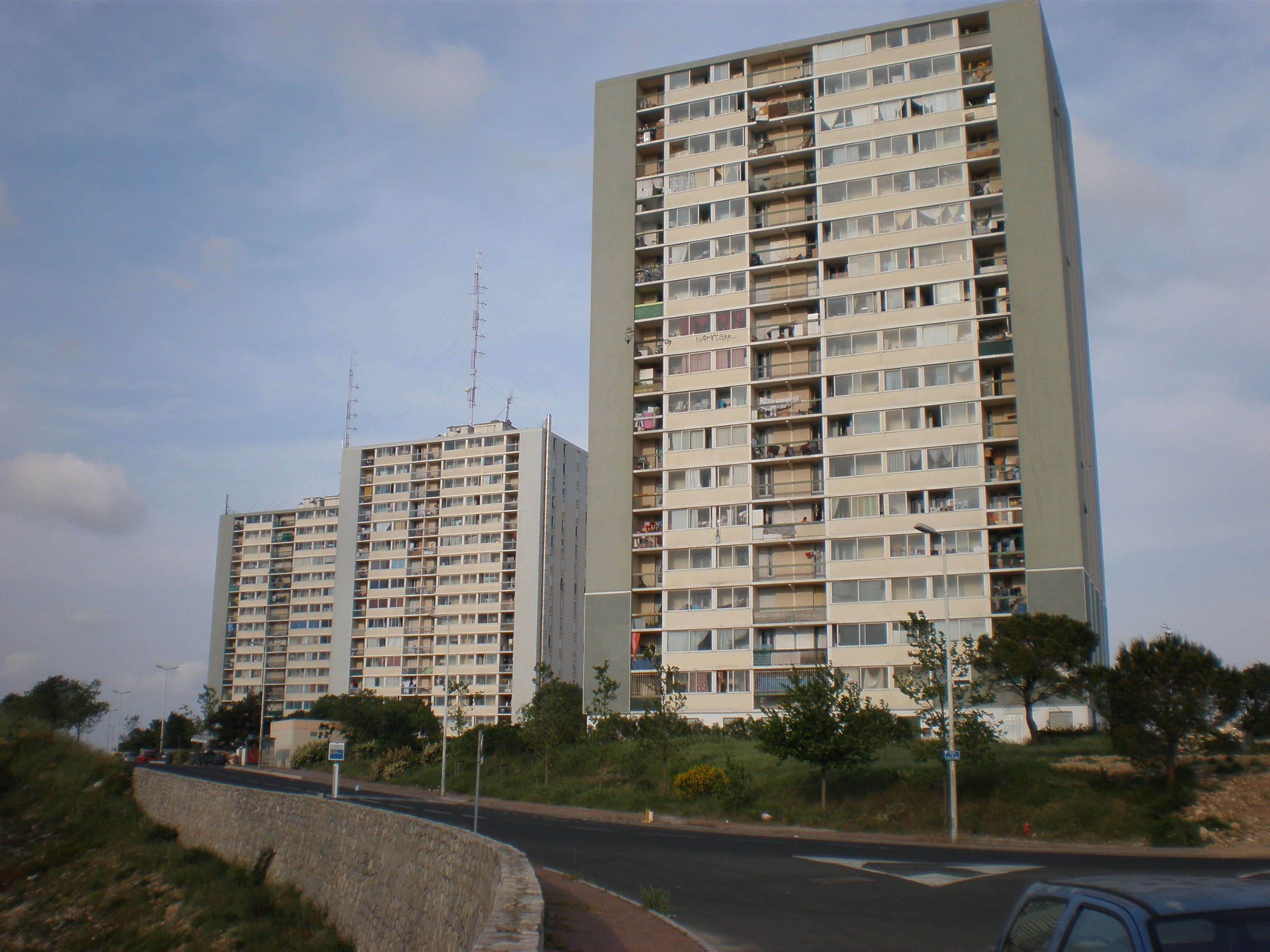
Paillade-Mosson, Montpellier.

La lutte contre les trafics de drogue est l’un des objectifs majeurs des effectifs supplémentaires déployés, en permettant à la fois d’étendre la présence horaire des policiers, mais également une meilleure connaissance du terrain. À cet égard, le dispositif suit un modèle expérimenté à Marseille. 
Par ailleurs, une cellule de renseignement opérationnel sur les stupéfiants (CROSS) est créée dans chaque département accueillant un QRR, dont la mission est de décloisonner les renseignements criminels.
Enfin, un autre objectif affiché est le renforcement des contacts avec la population et les partenariats avec les élus et les autres administrations de l'État.

## Critiques
En 2020, deux ans après le lancement des QRR, les habitants, élus locaux et certains syndicats policiers des quartiers concernés se disent déçus des effets du dispositif.
Des habitants disent que le nombre de policiers a augmenté mais les techniques utilisées, telles que les contrôles gratuits et fouilles par palpation, ne changent pas.
Des syndicats de police dénoncent un exercice de communication qui ne consisterait qu'à renommer des renforts policiers, ou « juste de nouveaux acronymes » pour désigner une chose existante.
Le maire de Sevran, Stéphane Blanchet, souligne alors que les renforts ne viennent pas équilibrer les pertes d'effectif des deux dernières décennies.
De manière plus générale, les acteurs du terrain regrettent l'absence de changement dans la doctrine policière pour ces quartiers.
En 2023, la cour des comptes reproche le manque d'évaluation de la part de la population concernée. En effet, les résultats considérés comme positifs prennent essentiellement en compte les objectifs de moyens sans réellement tenir compte des résultats tels que perçus et évalués par les habitants.

## Quartiers ciblés
Les QRR sont choisis parmi les territoires où la délinquance et les trafics de stupéfiants en particulier ont significativement augmenté. Ils doivent concerner soixante quartiers à la fin du quinquennat d'Emmanuel Macron.
Lors de l'inauguration du dispositif en septembre 2018, Gérard Collomb a annoncé les quinze premiers quartiers sélectionnés qui accueillent 300 fonctionnaires. Une seconde vague de quartiers est ensuite annoncée un an plus tard, en février 2019. Une troisième vague est annoncée en janvier 2021.

### Première vague (2018)

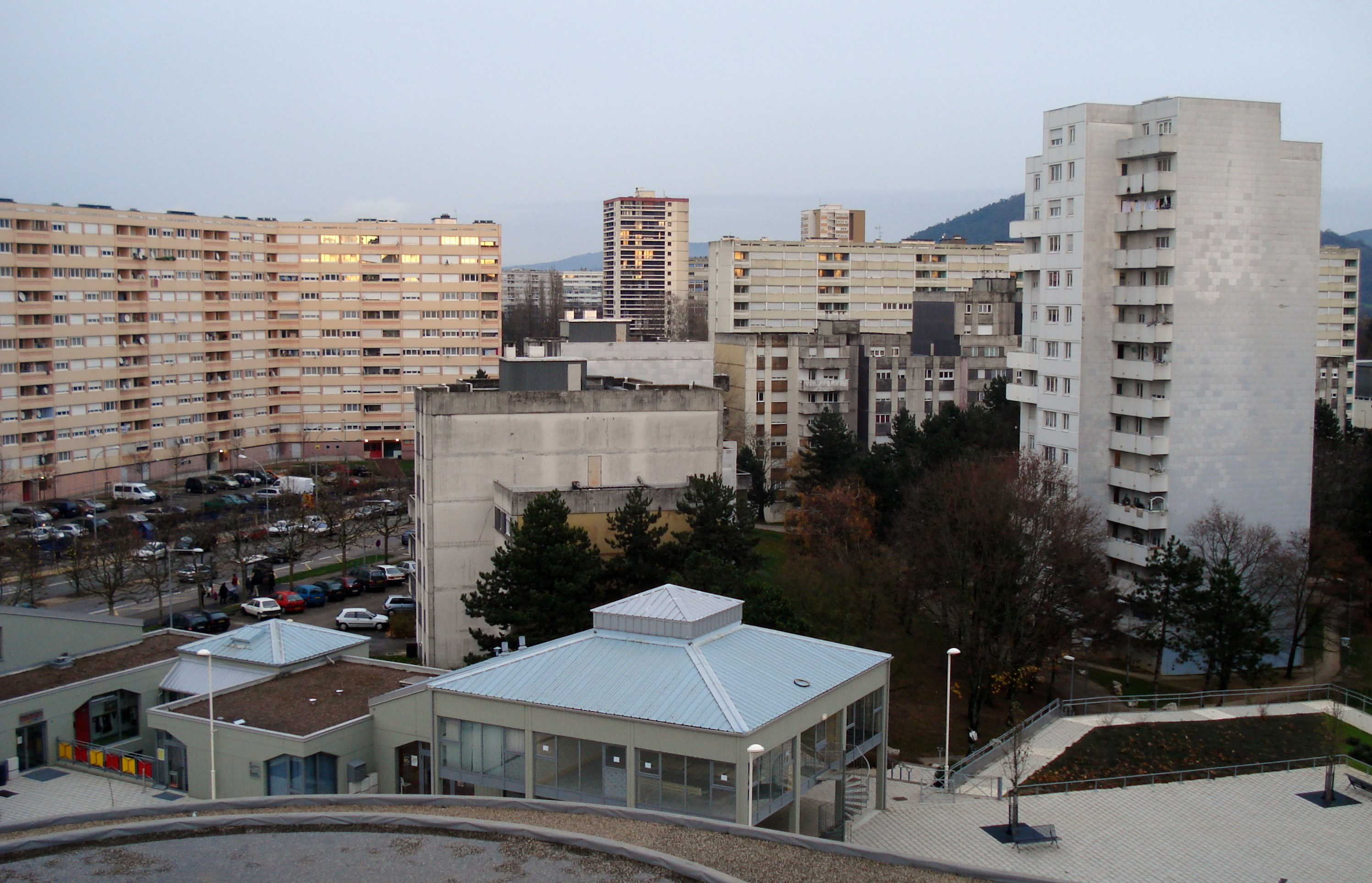
Planoise, Besançon.

15 QRR sont désignés lors de la première vague, en septembre 2018.
| Département | Communes du QRR (quartiers concernés)                                               |
| ----------- | ----------------------------------------------------------------------------------- |
| 13          | Marseille Quartier Nord (3e arrondissement, 14e arrondissement, 15e arrondissement) |
| 25          | Besançon (Planoise)                                                                 |
| 31          | Toulouse (Mirail)                                                                   |
| 33          | Bordeaux (Bordeaux Maritime)                                                        |
| 34          | Montpellier (Paillade-Mosson)                                                       |
| 59          | Lille (Fives, Moulins)                                                              |
| 64          | Pau (Ousse des Bois, Saragosse)                                                     |
| 67          | Strasbourg (Le Neuhof, La Meinau, Elsau)                                            |
| 69          | Lyon (8e arrondissement)                                                            |
| 78          | Trappes (Les Merisiers)                                                             |
| 91          | Corbeil-Essonnes (Les Tarterêts)                                                    |
| 93          | Aulnay-sous-Bois (Gros Saule), Sevran (Les Beaudottes)                              |
| 94          | Champigny-sur-Marne (Le Bois-L’Abbé, Les Mordacs)                                   |
| 95          | Sarcelles (Les Locheres), Garges-lès-Gonesse (La Dame Blanche)                      |
| 988         | Noumea (Montravel - Pierre Lenquette, Tindu)                                        |

### Seconde vague (2019)

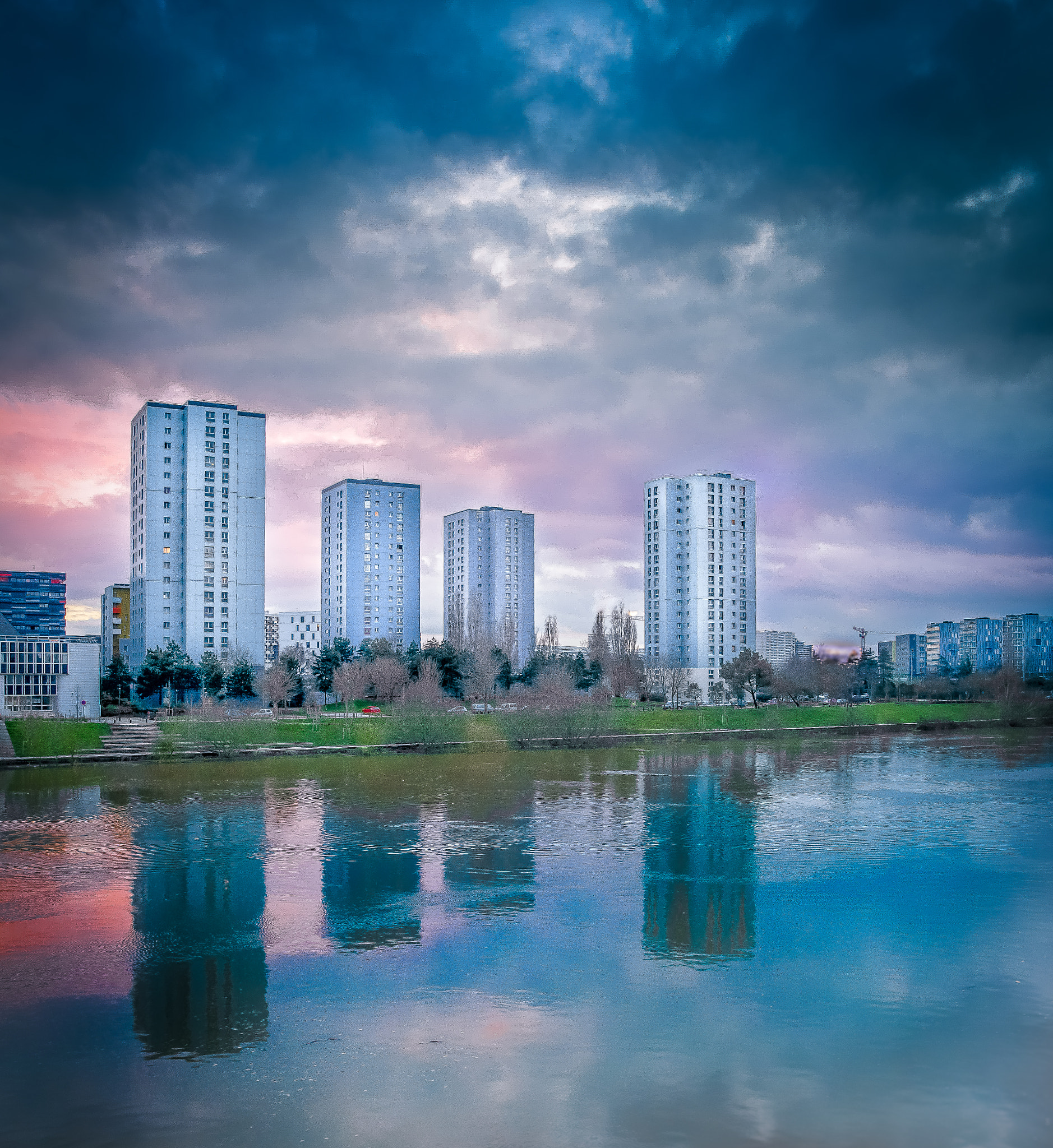
Malakoff, Nantes.

Un an après la première vague, en février 2019, 32 QRR supplémentaires sont désignés pour former une seconde vague.
| Département | Communes du QRR (quartiers concernés)                                                               |
| ----------- | --------------------------------------------------------------------------------------------------- |
| 06          | Nice (L'Ariane, Les Moulins)                                                                        |
| 13          | Marseille (1er arrondissement : Saint-Charles)                                                      |
| 16          | Angoulême (commune entière), Soyaux (commune entière)                                               |
| 21          | Chenôve (Le Mail), Dijon (Les Gresilles)                                                            |
| 28          | Dreux (Les Oriels, Les Bates, Kennedy-Dunant), Vernouillet (La Tabellionne)                         |
| 30          | Nîmes (Pissevin-Valdegour)                                                                          |
| 31          | Toulouse (Les Izards)                                                                               |
| 34          | Lunel (commune entière), Mauguio (commune entière)                                                  |
| 35          | Rennes (Maurepas)                                                                                   |
| 37          | Tours (Sanitas), Saint-Pierre-des-Corps (La Rabaterie), Joué-lès-Tours (La Rabière)                 |
| 38          | Grenoble, (La Villeneuve de Grenoble, La Villeneuve d’Echirolles, Renaudie-Champberton)             |
| 38          | Villefontaine (commune entière), L'Isle-d'Abeau (commune entière), La Verpilliere (commune entière) |
| 42          | Saint-Étienne (Montchovet, Tarentaise Beaubrun, La Cotonne, Montreynaud)                            |
| 44          | Nantes (Malakoff, Bellevue, Dervallières)                                                           |
| 51          | Reims (Croix Rouge, Wilson)                                                                         |
| 57          | Forbach (Bellevue, Wiesberg)                                                                        |
| 59          | Maubeuge (commune entière)                                                                          |
| 59          | Roubaix (Croix Bas Saint-Pierre), Tourcoing (Blanc Seau)                                            |
| 60          | Creil (Hauts de Creil)                                                                              |
| 62          | Calais (Beau Marais, Centre-Ville)                                                                  |
| 67          | Strasbourg (Hautepierre)                                                                            |
| 68          | Colmar (Europe)                                                                                     |
| 68          | Mulhouse (Bourtzwiller)                                                                             |
| 69          | Vénissieux (Minguettes)                                                                             |
| 75          | Paris (10e arrondissement, 18e arrondissement : La Chapelle)                                        |
| 76          | Le Havre (Mont Gaillard, Rond-point)                                                                |
| 76          | Rouen (Hauts de Rouen)                                                                              |
| 77          | Torcy (ZSP de Torcy, Cours des Roches), Noisiel (Cours du Luzard)                                   |
| 78          | Les Mureaux (Gare, Cité Renault, Les Bougimonts, La Vigne Blanche, Les Musiciens, Becheville)       |
| 83          | Toulon (Beaucaire, Pontcarral, Sainte-Musse), La Seyne-sur-Mer (Berthe)                             |
| 91          | Grigny (La Grande-Borne, Grigny 2)                                                                  |
| 92          | Asnières (Les Hauts d’Asnieres), Gennevilliers (Le Luth), Colombes (Jean Fossé)                     |
| 93          | Aubervilliers (Villette, Quatre Chemins)                                                            |
| 93          | La Courneuve (Cité des Fleurs)                                                                      |
| 93          | Saint-Denis (Quartiers Nord)                                                                        |
| 93          | Saint-Ouen (Arago, Cordon, 8 Mai 1945, Soubise, Dhalenne, Charles Schmidt)                          |
| 95          | Argenteuil (Centre-Ville)                                                                           |
| 95          | Fosses (commune entière), Louvres (commune entière)                                                 |
| 976         | Pamandzi (commune entière)                                                                          |

### Troisième vague (2021)

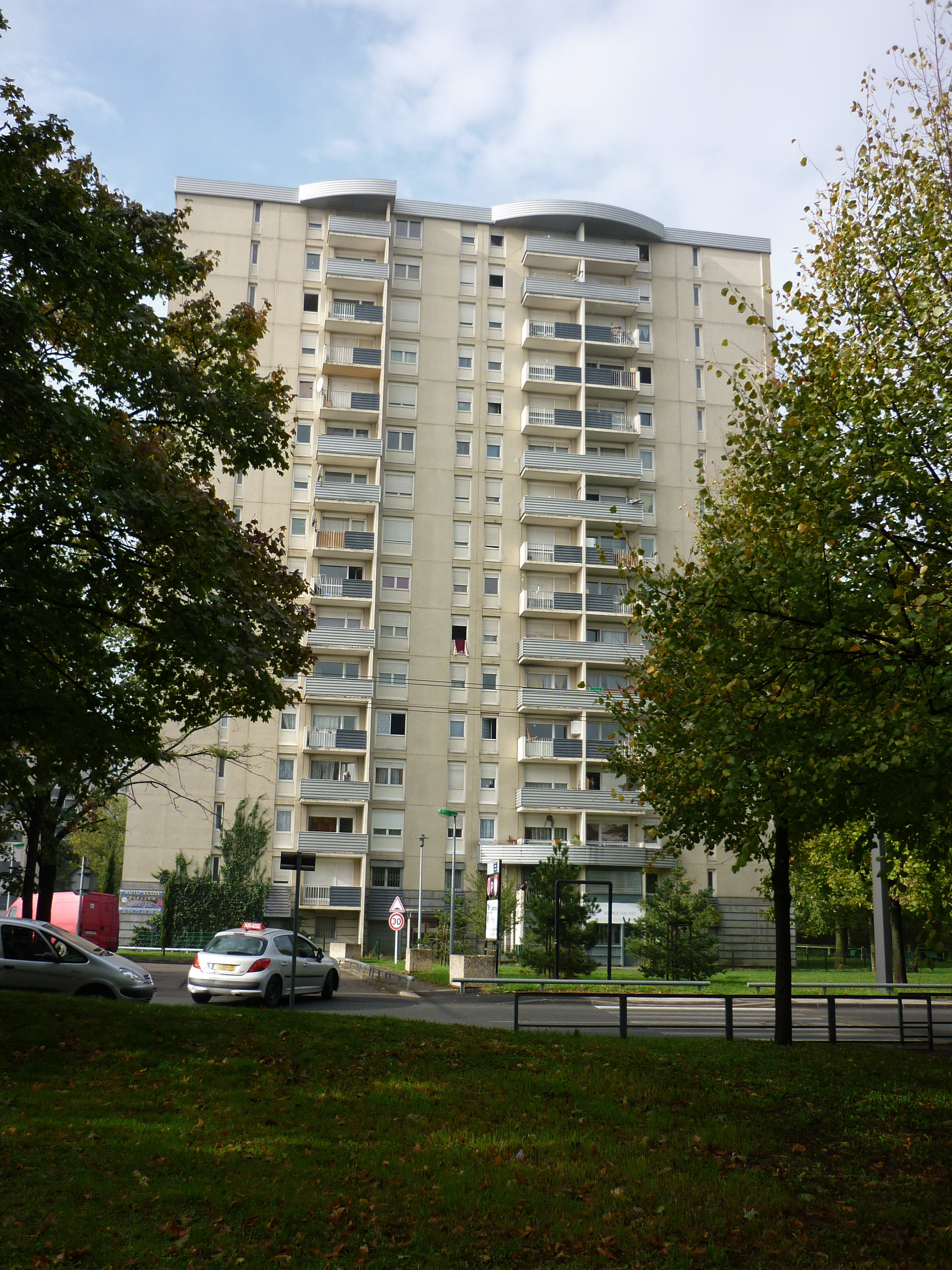
Mas du Taureau, Vaulx-en-Velin.

Enfin, 7 nouveaux QRR sont désignés lors de la troisième vague, en janvier 2021.
| Département | Communes du QRR (quartiers concernés) |
| ----------- | --- |
| 33          | Castillon-la-Bataille (commune entière), Libourne (Peyronneau, Peyregourde, Garderose), Pineuilh (commune entière), Sainte-Foy-la-Grande (commune entière) |
| 42          | La Ricamarie (Méline, Montrambert) |
| 69          | Rillieux-la-Pape (Ville Nouvelle) |
| 69          | Vaulx-en-Velin (Mas du Taureau) |
| 74          | Annemasse (le Perrier) |
| 74          | Bonneville (Bois Jolivet, les Îles) |
| 76          | Le Havre (le Rond-Point) |